# ATP Challenger Rom-4
Das ATP Challenger Rom (offiziell: Sir Supermercati Open) war ein Tennisturnier, das von 2004 bis 2005 in Rom, Italien stattfand. Es gehörte zur ATP Challenger Tour und wurde im Freien auf Sand gespielt.

## Liste der Sieger

### Einzel
| Jahr | Sieger             | Finalgegner     | Ergebnis  |
| ---- | ------------------ | --------------- | --------- |
| 2005 | Victor Hănescu     | Francesco Aldi  | 7:64, 6:2 |
| 2004 | Juan Antonio Marín | Albert Montañés | 6:2, 7:66 |

### Doppel
| Jahr | Sieger                                    | Finalgegner                      | Ergebnis       |
| ---- | ----------------------------------------- | -------------------------------- | -------------- |
| 2005 | Konstantinos Economidis Vasilis Mazarakis | Flavio Cipolla Alessandro Motti  | 6:4, 7:64      |
| 2004 | Werner Eschauer Florin Mergea             | Francesco Aldi Francesco Piccari | 6:75, 6:3, 6:0 |